# 다비 캠프
다비 캠프(Darby Camp, 2007년 7월 14일 ~ )는 미국의 배우이다.
샬럿에서 태어났다.
[크리스마스 연대기] 라는 영화로 유명해졌다.

## 영화
- 클리포드 더 빅 레드 독 (2021년) - 에밀리 엘리자베스 하워드 역
- 크리스마스 연대기: 두 번째 이야기 (2020년) - 케이트 역
- 크리스마스 연대기 (2018년)
- 벤지 (2018년)